# 21463 Нікерсон
21463 Нікерсон (21463 Nickerson) — астероїд головного поясу, відкритий 21 квітня 1998 року.
Тіссеранів параметр щодо Юпітера — 3,500.